# Morengo
Morengo is een gemeente in de Italiaanse provincie Bergamo (regio Lombardije) en telt 2474 inwoners (31-12-2004). De oppervlakte bedraagt 10,3 km², de bevolkingsdichtheid is 225 inwoners per km².

## Demografie
Morengo telt ongeveer 941 huishoudens. Het aantal inwoners steeg in de periode 1991-2001 met 20,3% volgens cijfers uit de tienjaarlijkse volkstellingen van ISTAT.
| Jaar | Inwoneraantal |
| ---- | ------------- |
| 1991 | 1869          |
| 2001 | 2248          |
| 2004 | 2474          |

## Geografie
De gemeente ligt op ongeveer 126 m boven zeeniveau.
Morengo grenst aan de volgende gemeenten: Bariano, Brignano Gera d'Adda, Caravaggio, Cologno al Serio, Martinengo, Pagazzano, Romano di Lombardia.